# Xã Glenview, Quận Burleigh, Bắc Dakota
Xã Glenview (tiếng Anh: Glenview Township) là một xã thuộc quận Burleigh, tiểu bang Bắc Dakota, Hoa Kỳ. Năm 2010, dân số của xã này là 216 người.